# فهرست قطعنامه‌های شورای امنیت ۱۸۰۱ تا ۱۹۰۰
| قطعنامه‌های شورای امنیت                                      |
| ----------------------------------------------------------- |
| منابع: نشست‌های شورای امنیت • UNBISnet • ویکی‌نبشته           |
| ۱ تا ۱۰۰ (۱۹۴۶–۱۹۵۳)                                        |
| ۱۰۱ تا ۲۰۰ (۱۹۵۳–۱۹۶۵)                                      |
| ۲۰۱ تا ۳۰۰ (۱۹۶۵–۱۹۷۱)                                      |
| ۳۰۱ تا ۴۰۰ (۱۹۷۱–۱۹۷۶)                                      |
| ۴۰۱ تا ۵۰۰ (۱۹۷۶–۱۹۸۲)                                      |
| ۵۰۱ تا ۶۰۰ (۱۹۸۲–۱۹۸۷)                                      |
| ۶۰۱ تا ۷۰۰ (۱۹۸۷–۱۹۹۱)                                      |
| ۷۰۱ تا ۸۰۰ (۱۹۹۱–۱۹۹۳)                                      |
| ۸۰۱ تا ۹۰۰ (۱۹۹۳–۱۹۹۴)                                      |
| ۹۰۱ تا ۱۰۰۰ (۱۹۹۴–۱۹۹۵)                                     |
| ۱۰۰۱ تا ۱۱۰۰ (۱۹۹۵–۱۹۹۷)                                    |
| ۱۱۰۱ تا ۱۲۰۰ (۱۹۹۷–۱۹۹۸)                                    |
| ۱۲۰۱ تا ۱۳۰۰ (۱۹۹۸–۲۰۰۰)                                    |
| ۱۳۰۱ تا ۱۴۰۰ (۲۰۰۰–۲۰۰۲)                                    |
| ۱۴۰۱ تا ۱۵۰۰ (۲۰۰۲–۲۰۰۳)                                    |
| ۱۵۰۱ تا ۱۶۰۰ (۲۰۰۳–۲۰۰۵)                                    |
| ۱۶۰۱ تا ۱۷۰۰ (۲۰۰۵–۲۰۰۶)                                    |
| ۱۷۰۱ تا ۱۸۰۰ (۲۰۰۶–۲۰۰۸)                                    |
| ۱۸۰۱ تا ۱۹۰۰ (۲۰۰۸–۲۰۰۹)                                    |
| ۱۹۰۱ تا ۲۰۰۰ (۲۰۰۹–۲۰۱۱)                                    |
| ۲۰۰۱ تا ۲۱۰۰ (۲۰۱۱–۲۰۱۳)                                    |
| ۲۱۰۱ تا ۲۲۰۰ (۲۰۱۳–۲۰۱۵)                                    |
| ۲۲۰۱ تا ۲۳۰۰ (۲۰۱۵–۲۰۱۶)                                    |
| ۲۳۰۱ تا ۲۴۰۰ (۲۰۱۶–۲۰۱۸)                                    |
| ۲۲۰۱ تا ۲۳۰۰ (۲۰۱۸–تاکنون)                                  |
| متن مربوطه در ویکی‌نبشته : قطعنامه‌های شورای امنیت سازمان ملل |

فهرست زیر، شامل قطعنامه‌های سازمان ملل متحد از قطعنامهٔ شمارهٔ ۱۸۰۱ تا ۱۹۰۰ است که در بازهٔ زمانی ۲۰ فوریه ۲۰۰۸ میلادی تا ۱۶ دسامبر ۲۰۰۹ به تصویب رسیده‌است.
| شمارهٔ قطعنامه | تاریخ           | آرا (موافق-ممتنع-مخالف) | موضوع نشست                                                                                |
| ------------- | --------------- | ----------------------- | ----------------------------------------------------------------------------------------- |
| ۱۸۰۱          | ۲۰ فوریه ۲۰۰۸   | ۱۵-۰-۰                  | بررسی وضعیت در سومالی                                                                     |
| ۱۸۰۲          | ۲۳ فوریه ۲۰۰۸   | ۱۵-۰-۰                  | اوضاع در تیمور شرقی                                                                       |
| ۱۸۰۳          | ۰۳ مارس ۲۰۰۸    | ۱۴-۱-۰                  | منع گسترش ایران                                                                           |
| ۱۸۰۴          | ۱۳ مارس ۲۰۰۸    | ۱۵-۰-۰                  | وضعیت در منطقه دریاچه بزرگ                                                                |
| ۱۸۰۵          | ۲۰ مارسet ۲۰۰۸  | ۱۵-۰-۰                  | تهدید صلح و امنیت بین‌المللی ناشی از اقدامات تروریستی                                      |
| ۱۸۰۶          | ۲۰ مارس ۲۰۰۸    | ۱۵-۰-۰                  | اوضاع در افغانستان                                                                        |
| ۱۸۰۷          | ۳۱ مارس ۲۰۰۸    | ۱۵-۰-۰                  | اوضاع در مورد جمهوری دموکراتیک کنگو                                                       |
| ۱۸۰۸          | ۱۵ آوریل ۲۰۰۸   | ۱۵-۰-۰                  | بررسی وضعیت در گرجستان                                                                    |
| ۱۸۰۹          | ۱۶ آوریل ۲۰۰۸   | ۱۵-۰-۰                  | صلح و امنیت در آفریقا                                                                     |
| ۱۸۱۰          | ۲۵ آوریل ۲۰۰۸   | ۱۵-۰-۰                  | عدم گسترش سلاح کشتار جمعی                                                                 |
| ۱۸۱۱          | ۲۹ آوریل ۲۰۰۸   | ۱۵-۰-۰                  | بررسی وضعیت در سومالی                                                                     |
| ۱۸۱۲          | ۳۰ آوریل ۲۰۰۸   | ۱۵-۰-۰                  | گزارش دبیر کل سازمان ملل دربارهٔ سودان                                                     |
| ۱۸۱۳          | ۳۰ آوریل ۲۰۰۸   | ۱۵-۰-۰                  | بررسی وضعیت صحرای غربی                                                                    |
| ۱۸۱۴          | ۱۵ مه ۲۰۰۸      | ۱۵-۰-۰                  | بررسی وضعیت در سومالی                                                                     |
| ۱۸۱۵          | ۰۲ ژوئن ۲۰۰۸    | ۱۵-۰-۰                  | بررسی وضعیت خاورمیانه                                                                     |
| ۱۸۱۶          | ۰۲ ژوئن ۲۰۰۸    | ۱۵-۰-۰                  | بررسی وضعیت در سومالی                                                                     |
| ۱۸۱۷          | ۱۱ ژوئن ۲۰۰۸    | ۱۵-۰-۰                  | اوضاع در افغانستان                                                                        |
| ۱۸۱۸          | ۱۳ ژوئن ۲۰۰۸    | ۱۵-۰-۰                  | بررسی وضعیت در قبرس                                                                       |
| ۱۸۱۹          | ۱۸ ژوئن ۲۰۰۸    | ۱۵-۰-۰                  | بررسی وضعیت در لیبریا                                                                     |
| ۱۸۲۰          | ۱۹ ژوئن ۲۰۰۸    | ۱۵-۰-۰                  | زنان و صلح و امنیت                                                                        |
| ۱۸۲۱          | ۲۷ ژوئن ۲۰۰۸    | ۱۵-۰-۰                  | بررسی وضعیت خاورمیانه                                                                     |
| ۱۸۲۲          | ۳۰ ژوئن ۲۰۰۸    | ۱۵-۰-۰                  | تهدید صلح و امنیت بین‌المللی ناشی از اقدامات تروریستی                                      |
| ۱۸۲۳          | ۱۰ ژوئیه ۲۰۰۸   | ۱۵-۰-۰                  | بررسی وضعیت در مورد رواندا                                                                |
| ۱۸۲۴          | ۱۸ ژوئیه ۲۰۰۸   | ۱۵-۰-۰                  | نقض حقوق انساندوستانهٔ بین‌المللی در قلمرو رواندا                                           |
| ۱۸۲۵          | ۲۳ ژوئیه ۲۰۰۸   | ۱۵-۰-۰                  | نامه مورخ ۲۲ نوامبر سال ۲۰۰۶ از دبیر کل سازمان ملل خطاب به رئیس شورای امنیت               |
| ۱۸۲۶          | ۲۹ ژوئیه ۲۰۰۸   | ۱۵-۰-۰                  | بررسی وضعیت در ساحل عاج                                                                   |
| ۱۸۲۷          | ۳۰ ژوئیه ۲۰۰۸   | ۱۵-۰-۰                  | بررسی وضعیت میان اریتره و اتیوپی                                                          |
| ۱۸۲۸          | ۳۱ ژوئیه ۲۰۰۸   | ۱۴-۱-۰                  | گزارش دبیر کل سازمان ملل دربارهٔ سودان                                                     |
| ۱۸۲۹          | ۰۴ اوت ۲۰۰۸     | ۱۵-۰-۰                  | بررسی وضعیت در سیرالئون                                                                   |
| ۱۸۳۰          | ۰۷ اوت ۲۰۰۸     | ۱۵-۰-۰                  | بررسی وضعیت در رابطه با عراق                                                              |
| ۱۸۳۱          | ۱۹ اوت ۲۰۰۸     | ۱۵-۰-۰                  | بررسی وضعیت در سومالی                                                                     |
| ۱۸۳۲          | ۲۷ اوت ۲۰۰۸     | ۱۵-۰-۰                  | بررسی وضعیت خاورمیانه                                                                     |
| ۱۸۳۳          | ۲۲ سپتامبر ۲۰۰۸ | ۱۵-۰-۰                  | اوضاع در افغانستان                                                                        |
| ۱۸۳۴          | ۲۴ سپتامبر ۲۰۰۸ | ۱۵-۰-۰                  | بررسی وضعیت در چاد، جمهوری آفریقای مرکزی و نواحی                                          |
| ۱۸۳۶          | ۲۹ سپتامبر ۲۰۰۸ | ۱۵-۰-۰                  | بررسی وضعیت در لیبریا                                                                     |
| ۱۸۳۷          | ۲۹ سپتامبر ۲۰۰۸ | ۱۵-۰-۰                  | نقض حقوق انساندوستانهٔ بین‌المللی در قلمرو یوگسلاوی سابق                                    |
| ۱۸۳۸          | ۰۷ اکتبر ۲۰۰۸   | ۱۵-۰-۰                  | بررسی وضعیت در سومالی                                                                     |
| ۱۸۳۹          | ۰۹ اکتبر ۲۰۰۸   | ۱۵-۰-۰                  | بررسی وضعیت در گرجستان                                                                    |
| ۱۸۴۰          | ۰۹ اکتبر ۲۰۰۸   | ۱۵-۰-۰                  | بررسی وضعیت در مورد هاییتی                                                                |
| ۱۸۴۱          | ۱۵ اکتبر ۲۰۰۸   | ۱۵-۰-۰                  | گزارش دبیر کل سازمان ملل دربارهٔ سودان                                                     |
| ۱۸۴۲          | ۲۹ اکتبر ۲۰۰۸   | ۱۵-۰-۰                  | بررسی وضعیت در ساحل عاج                                                                   |
| ۱۸۴۳          | ۲۰ نوامبر ۲۰۰۸  | ۱۵-۰-۰                  | اوضاع در مورد جمهوری دموکراتیک کنگو                                                       |
| ۱۸۴۴          | ۲۰ نوامبر ۲۰۰۸  | ۱۵-۰-۰                  | بررسی وضعیت در سومالی                                                                     |
| ۱۸۴۵          | ۲۰ نوامبر ۲۰۰۸  | ۱۵-۰-۰                  | بررسی وضعیت در بوسنی و هرزگوین                                                            |
| ۱۸۴۶          | ۰۲ دسامبر ۲۰۰۸  | ۱۵-۰-۰                  | بررسی وضعیت در سومالی                                                                     |
| ۱۸۴۷          | ۱۲ دسامبر ۲۰۰۸  | ۱۵-۰-۰                  | بررسی وضعیت در قبرس                                                                       |
| ۱۸۴۸          | ۱۲ دسامبر ۲۰۰۸  | ۱۵-۰-۰                  | بررسی وضعیت خاورمیانه                                                                     |
| ۱۸۴۹          | ۱۲ دسامبر ۲۰۰۸  | ۱۵-۰-۰                  | دادگاه جنایی بین‌المللی برای یوگسلاوی سابق                                                 |
| ۱۸۵۰          | ۱۶ دسامبر ۲۰۰۸  | ۱۴-۱-۰                  | بررسی وضعیت خاورمیانه، از جمله مسئله فلسطین                                               |
| ۱۸۵۱          | ۱۶ دسامبر ۲۰۰۸  | ۱۵-۰-۰                  | بررسی وضعیت در سومالی                                                                     |
| ۱۸۵۲          | ۱۷ دسامبر ۲۰۰۸  | ۱۵-۰-۰                  | بررسی وضعیت خاورمیانه                                                                     |
| ۱۸۵۳          | ۱۹ دسامبر ۲۰۰۸  | ۱۵-۰-۰                  | بررسی وضعیت در سومالی                                                                     |
| ۱۸۵۴          | ۱۹ دسامبر ۲۰۰۸  | ۱۵-۰-۰                  | بررسی وضعیت در لیبریا                                                                     |
| ۱۸۵۵          | ۱۹ دسامبر ۲۰۰۸  | ۱۵-۰-۰                  | نقض حقوق انساندوستانهٔ بین‌المللی در قلمرو رواندا                                           |
| ۱۸۵۶          | ۲۲ دسامبر ۲۰۰۸  | ۱۵-۰-۰                  | اوضاع در مورد جمهوری دموکراتیک کنگو                                                       |
| ۱۸۵۷          | ۲۲ دسامبر ۲۰۰۸  | ۱۵-۰-۰                  | اوضاع در مورد جمهوری دموکراتیک کنگو                                                       |
| ۱۸۵۸          | ۲۲ دسامبر ۲۰۰۸  | ۱۵-۰-۰                  | بررسی وضعیت در بوروندی                                                                    |
| ۱۸۵۹          | ۲۲ دسامبر ۲۰۰۸  | ۱۵-۰-۰                  | بررسی وضعیت در مورد عراق                                                                  |
| ۱۸۶۰          | ۰۸ ژانویه ۲۰۰۹  | ۱۴-۱-۰                  | بررسی وضعیت در خاورمیانه، از جمله مسئله فلسطین                                            |
| ۱۸۶۱          | ۱۴ ژانویه ۲۰۰۹  | ۱۵-۰-۰                  | بررسی وضعیت در چاد، جمهوری آفریقای مرکزی و نواحی                                          |
| ۱۸۶۲          | ۱۴ ژانویه ۲۰۰۹  | ۱۵-۰-۰                  | صلح و امنیت در آفریقا                                                                     |
| ۱۸۶۳          | ۱۶ ژانویه ۲۰۰۹  | ۱۵-۰-۰                  | بررسی وضعیت در سومالی                                                                     |
| ۱۸۶۴          | ۲۳ ژانویه ۲۰۰۹  | ۱۵-۰-۰                  | بررسی وضعیت در نپال                                                                       |
| ۱۸۶۵          | ۲۷ ژانویه ۲۰۰۹  | ۱۵-۰-۰                  | بررسی وضعیت در ساحل عاج                                                                   |
| ۱۸۶۶          | ۱۳ فوریه ۲۰۰۹   | ۱۵-۰-۰                  | بررسی وضعیت در گرجستان                                                                    |
| ۱۸۶۷          | ۲۶ فوریه ۲۰۰۹   | ۱۵-۰-۰                  | اوضاع در تیمور شرقی                                                                       |
| ۱۸۶۸          | ۲۳ مارس ۲۰۰۹    | ۱۵-۰-۰                  | اوضاع در افغانستان                                                                        |
| ۱۸۶۹          | ۲۵ مارس ۲۰۰۹    | ۱۵-۰-۰                  | بررسی وضعیت در بوسنی و هرزگوین                                                            |
| ۱۸۷۰          | ۳۰ آوریل ۲۰۰۹   | ۱۵-۰-۰                  | گزارش دبیر کل سازمان ملل دربارهٔ سودان                                                     |
| ۱۸۷۱          | ۳۰ آوریل ۲۰۰۹   | ۱۵-۰-۰                  | بررسی وضعیت صحرای غربی                                                                    |
| ۱۸۷۲          | ۲۶ مه ۲۰۰۹      | ۱۵-۰-۰                  | بررسی وضعیت در سومالی                                                                     |
| ۱۸۷۳          | ۲۹ مه ۲۰۰۹      | ۱۴-۰-۱                  | بررسی وضعیت در قبرس                                                                       |
| ۱۸۷۴          | ۱۲ ژوئن ۲۰۰۹    | ۱۵-۰-۰                  | منع گسترش جمهوری دموکراتیک خلق کره                                                        |
| ۱۸۷۵          | ۲۳ ژوئن ۲۰۰۹    | ۱۵-۰-۰                  | تجدید مأموریت نیروهای ناظر بر قطع درگیری سازمان ملل تا ۳۱ دسامبر ۲۰۰۹                     |
| ۱۸۷۶          | ۲۶ ژوئن ۲۰۰۹    | ۱۵-۰-۰                  | گسترش مأموریت دفتر پشتیبانی از ایجاد صلح سازمان ملل متحد در گینه بیسائو تا ۳۱ دسامبر ۲۰۰۹ |
| ۱۸۷۷          | ۰۷ ژوئیه ۲۰۰۹   | ۱۵-۰-۰                  | نقض قوانین بشردوستانهٔ بین‌المللی در قلمرو یوگسلاوی سابق                                    |
| ۱۸۷۸          | ۰۷ ژوئیه ۲۰۰۹   | ۱۵-۰-۰                  | دادگاه جنایی بین‌المللی برای رواندا                                                        |
| ۱۸۷۹          | ۲۳ ژوئیه ۲۰۰۹   | ۱۵-۰-۰                  | مأموریت سازمان ملل متحد در نپال                                                           |
| ۱۸۸۰          | ۳۰ ژوئیه ۲۰۰۹   | ۱۵-۰-۰                  | بررسی وضعیت در ساحل عاج                                                                   |
| ۱۸۸۱          | ۳۰ ژوئیه ۲۰۰۹   | ۱۵-۰-۰                  | گزارش دبیر کل سازمان ملل دربارهٔ سودان                                                     |
| ۱۸۸۲          | ۰۴ اوت ۲۰۰۹     | ۱۵-۰-۰                  | کودکان و درگیری مسلحانه                                                                   |
| ۱۸۸۳          | ۰۷ اوت ۲۰۰۹     | ۱۵-۰-۰                  | بررسی وضعیت مربوط به عراق                                                                 |
| ۱۸۸۴          | ۲۷ اوت ۲۰۰۹     | ۱۵-۰-۰                  | بررسی وضعیت خاورمیانه                                                                     |
| ۱۸۸۵          | ۱۵ سپتامبر ۲۰۰۹ | ۱۵-۰-۰                  | بررسی وضعیت در لیبریا                                                                     |
| ۱۸۸۶          | ۱۵ سپتامبر ۲۰۰۹ | ۱۵-۰-۰                  | بررسی وضعیت در سیرالئون                                                                   |
| ۱۸۸۷          | ۲۴ سپتامبر ۲۰۰۹ | ۱۵-۰-۰                  | حفظ صلح و امنیت بین‌المللی عدم گسترش هسته‌ای و خلع سلاح هسته‌ای                              |
| ۱۸۸۸          | ۳۰ سپتامبر ۲۰۰۹ | ۱۵-۰-۰                  | زنان و صلح و امنیت                                                                        |
| ۱۸۸۹          | ۰۵ اکتبر ۲۰۰۹   | ۱۵-۰-۰                  | زنان و صلح و امنیت                                                                        |
| ۱۸۹۰          | ۰۸ اکتبر ۲۰۰۹   | ۱۵-۰-۰                  | اوضاع در افغانستان                                                                        |
| ۱۸۹۱          | ۱۳ اکتبر ۲۰۰۹   | ۱۵-۰-۰                  | گزارش دبیر کل سازمان ملل دربارهٔ سودان                                                     |
| ۱۸۹۲          | ۱۳ اکتبر ۲۰۰۹   | ۱۵-۰-۰                  | مسئلهٔ در مورد هاییتی                                                                      |
| ۱۸۹۳          | ۲۹ اکتبر ۲۰۰۹   | ۱۵-۰-۰                  | بررسی وضعیت در ساحل عاج                                                                   |
| ۱۸۹۴          | ۱۱ نوامبر ۲۰۰۹  | ۱۵-۰-۰                  | حفاظت از غیرنظامیان در درگیری‌های مسلحانه                                                  |
| ۱۸۹۵          | ۱۸ نوامبر ۲۰۰۹  | ۱۵-۰-۰                  | بررسی وضعیت در بوسنی و هرزگوین                                                            |
| ۱۸۹۶          | ۳۰ نوامبر ۲۰۰۹  | ۱۵-۰-۰                  | اوضاع در مورد جمهوری دموکراتیک کنگو                                                       |
| ۱۸۹۷          | ۳۰ نوامبر ۲۰۰۹  | ۱۵-۰-۰                  | بررسی وضعیت در سومالی                                                                     |
| ۱۸۹۸          | ۱۴ دسامبر ۲۰۰۹  | ۱۴-۰-۱                  | بررسی وضعیت در قبرس                                                                       |
| ۱۸۹۹          | ۱۶ دسامبر ۲۰۰۹  | ۱۵-۰-۰                  | بررسی وضعیت خاورمیانه                                                                     |
| ۱۹۰۰          | ۱۶ دسامبر ۲۰۰۹  | ۱۵-۰-۰                  | دادگاه بین‌المللی برای یوگسلاوی سابق                                                       |